# Артмане, Вия Фрицевна
Ви́я Фри́цевна А́ртмане (полное имя Алида-Вия, латыш. Alīda Vija Artmane; 21 августа 1929, с. Кайве, Тукумсский уезд, Латвийская Республика — 11 октября 2008, Стренчи, Валкский район, Латвия) — советская и латвийская актриса театра и кино; народная артистка СССР (1969).

## Биография

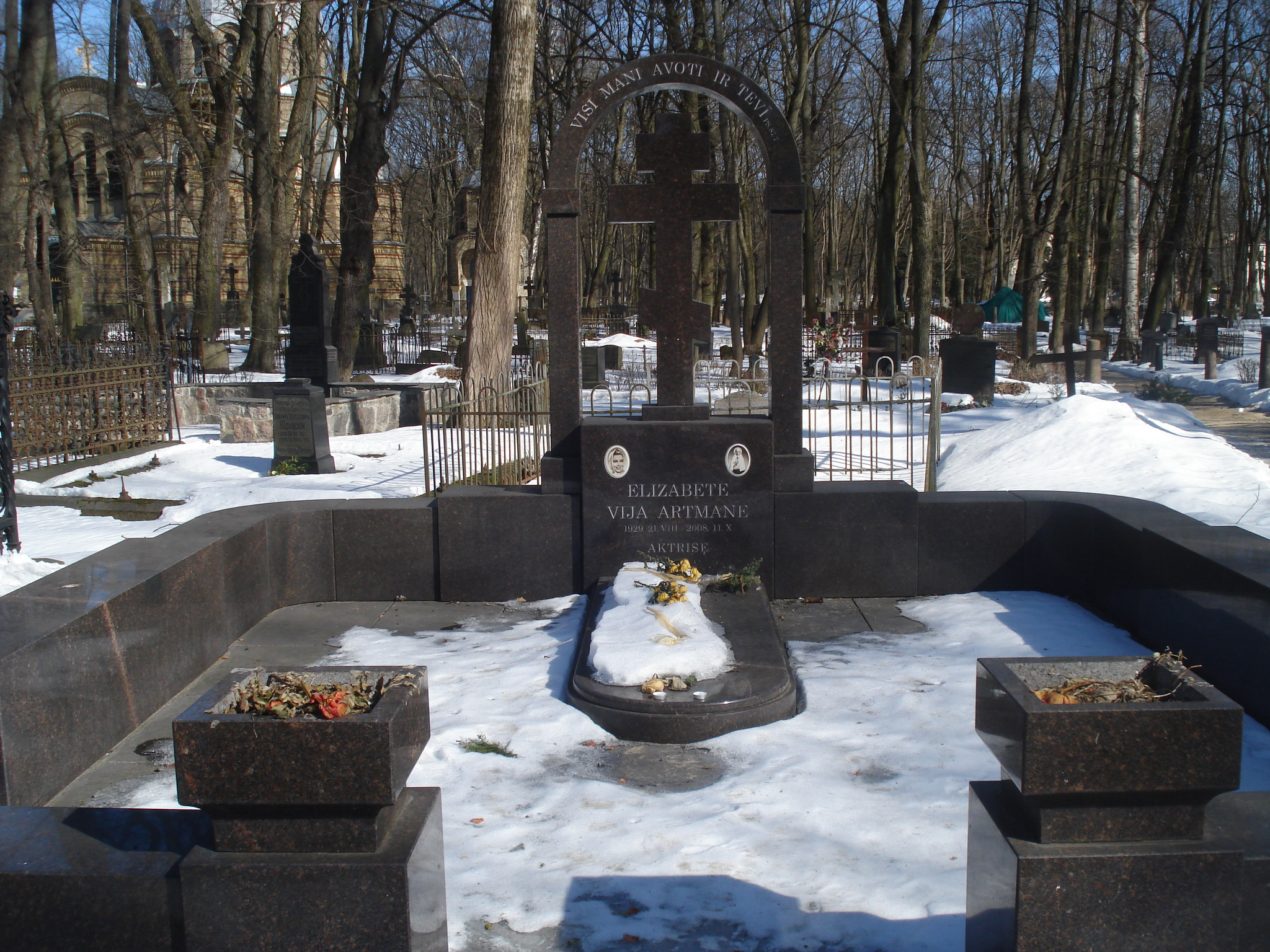
Могила актрисы на Покровском кладбище в Риге.

Вия Артмане родилась 21 августа (по другим источникам — 21 июля) 1929 года в небольшом посёлке Кайве Семской волости (ныне — Тукумский край, Латвия) (по другим источникам — в Тукумсе) в крестьянской семье польки Анны Заборской и прибалтийского немца Фрициса Артманиса. Отец погиб за четыре месяца до рождения дочери.
С 10 лет пасла скот.
С 15 лет жила в Риге. В школе училась в одном классе с Улдисом Жагатой.
После войны, в 1946 году поступила во 2-ю студию при Художественном театре (ныне Театр «Дайлес») в Риге, которую окончила в 1949 году. Училась вместе с Э. Павулсом, Х. Лиепиньшем, В. Скулме.
С 1949 года — актриса Художественного театра им. Я. Райниса, где работала до 1998 года.
С 1998 года играла в Новом Рижском театре.
В кино дебютировала в 1956 году в фильме «После шторма». Этапными для актрисы стали роли Сони в фильме «Родная кровь» и Оны в фильме «Никто не хотел умирать».
Одной из самых ярких в карьере стала роль Джулии Ламберт в экранизации романа С. Моэма «Театр».
Возглавляла Союз театральных деятелей Латвии. В 1968 году вступила в КПСС, была кандидатом в члены ЦК компартии Латвии (1971—1976), членом Советского комитета защиты мира. Депутат Верховного совета Латвийской ССР 10-го и 11-го созыва (1980—1990).
В 1993 году, в процессе реституции лишилась своей квартиры. Последние годы жизни жила на даче у дочери в посёлке Мурьяни в 40 км от Риги, много болела, перенеся два инсульта и инфаркт. Незадолго до смерти приняла православие с именем Елизавета.
Умерла 11 октября (по другим источникам — 12 октября) 2008 года в психиатрической клинике города Стренчи (Латвия) на 80-м году жизни.
15 октября 2008 года совершён чин отпевания в кафедральном соборе рождества Христова в Риге. Похоронена на Покровском кладбище в Риге.

### Семья
Муж — Артур Димитерс (1915—1986), актёр театра.
Сын — Каспар Димитерс (р. 1957), музыкант. Дочь — Кристиана Димитере (р. 1965), художница, отец Евгений Матвеев.

## Творчество

### Роли в театре

#### Латышский художественный академический театр им. Райниса
- 1950 — «Молодость» Л. Зорина — Оля Морозова
- 1950 — «Стакан воды» Э. Скриба — Абигайль
- 1950 — «Марта» А. Ю. Броделе — Дама с собачкой
- 1951 — «Пигмалион» Б. Шоу — Элиза
- 1952 — «Маскарад» М. Лермонтова — Нина
- 1953 — «Ромео и Джульетта» У. Шекспира — Джульетта
- 1954 — «Блудный сын» Р. Блауманиса — Расма
- 1954 — «Цветущая пустыня» А. Упита — Скуне
- 1955 — «Вей, ветерок!» Я. Райниса — Байба
- 1955 — «Анна Каренина» по роману Л. Толстого — Маша Чибисова, Китти
- 1956 — «Играл я, плясал я» Я. Райниса — Лельде
- 1956 — «Мораль пани Дульской» Г. Запольской — Меля
- 1956 — «Хотя и осень» Г. Приеде — Лигита
- 1957 — «Гражданин мира» Д. Щеглова — Дженихен
- 1958 — «Женитьба Мюнхгаузена» М. Зивертса — Якобина
- 1958 — «Сага о Йёсте Берлинге» С. Лагерлёф — Дона
- 1958 — «Вайделоте» Аспазии — Мирдза
- 1959 — «Гамлет» У. Шекспира — Офелия
- 1959 — «Найденная радуга» Я. Лусиса — Жаклин
- 1960 — «Война и мир» по роману-эпопее Л. Толстого — Элен
- 1962 — «Господин Пунтила и его слуга Матти» Б. Брехта — Ева
- 1962 — «Илья Муромец» Я. Райниса — Латигола
- 1963 — «Дон Жуан» Л. Украинки — Донна Анна
- 1964 — «Пер Гюнт» Г. Ибсена — Сольвейг
- 1964 — «Ложь на длинных ногах» Э. де Филиппо — Ольга Чигорелла
- 1965 — «Огонь и ночь» Я. Райниса — Лаймдота
- 1966 — «Снимается кино» Э. Радзинского — Ирина Кирьянова
- 1967 — «Мотоцикл» П. Петерсона по произведениям И. Зиедониса — Билетёрша
- 1968 — «Много шума из ничего» У. Шекспира — Беатриче
- 1969 — «Идиот» по Ф. Достоевскому — Настасья Филипповна
- 1969 — «Список благодеяний» Ю. Олеши — Елена Гончарова
- 1970 — «Индраны» Р. Блауманиса — Иева
- 1970 — «Тоомас Нипернаади» А. Гайлита — Малле
- 1971 — «В какую гавань?» А. Григулиса — Мадам Альта
- 1971 — «Приглашение в замок» Ж. Ануя — Леди Доротея Индия
- 1971 — «Индулис и Ария» Я. Райниса — Ария
- 1972 — «Дурак и утюжники» П. Путныньша — Вирба
- 1972 — «Ричард III» У. Шекспира — Елизавета
- 1973 — «Ночь игуаны» Т. Уильямса — Мэксин Фолк
- 1973 — «Восхождение на Фудзияму» Ч. Айтматова и К. Мухамеджанова — Гюльжан
- 1974 — «Варвары» М. Горького — Надежда Монахова
- 1975 — «Святая Сюзанна или Школа мастеров» Э. Ветемаа — Анна-Майя
- 1975 — «Всё в саду» Э. Олби — Дженни
- 1975 — «Оле Бинкоп» Э. Штритматтера — Фрида Симсон
- 1976 — «Чайка» А. Чехова — Аркадина
- 1978 — «Розарий» Э. Ветемаа — Мелюзина
- 1979 — «Вдовы» А. Кертеса — Анна
- 1980 — «Елизавета, королева английская» Ф. Брукнера — Королева Елизавета
- 1983 — «Блудный сын» Р. Блауманиса — Роплайнете
- 1986 — «Наши дети» П. Путниньша — Янина Галея
- 1986 — «Женщины, женщины»
- 1989 — «Грехи Трины» Р. Блауманиса — Трина
- 1990 — «Ложь разума»
- 1994 — «Ромео и Джульетта» У. Шекспира — Няня
- 1996— «Опасные связи» К. Хэмптона по одноимённому роману Ш. де Лакло — Госпожа де Розмонд
- 1996 — «Тереза Ракен» по роману Э. Золя — Госпожа Ракен
- 1997 — «У сердца есть крылья»
- «Мёртвые души» Н. Гоголя
- «Синие кони на красной траве» М. Шатрова — М. Ульянова

#### Латвийский национальный театр
В качестве приглашённой актрисы:
- 1994 — «Большой улов» А. Бригадере — Амалия

#### Новый Рижский театр
- 1998 — «Пиковая дама» по А. С. Пушкину — графиня Анна Федотовна
- 1999 — «Трактат о любви» Стендаля — Аврора

### Фильмография
- 1956 — После шторма — Рута

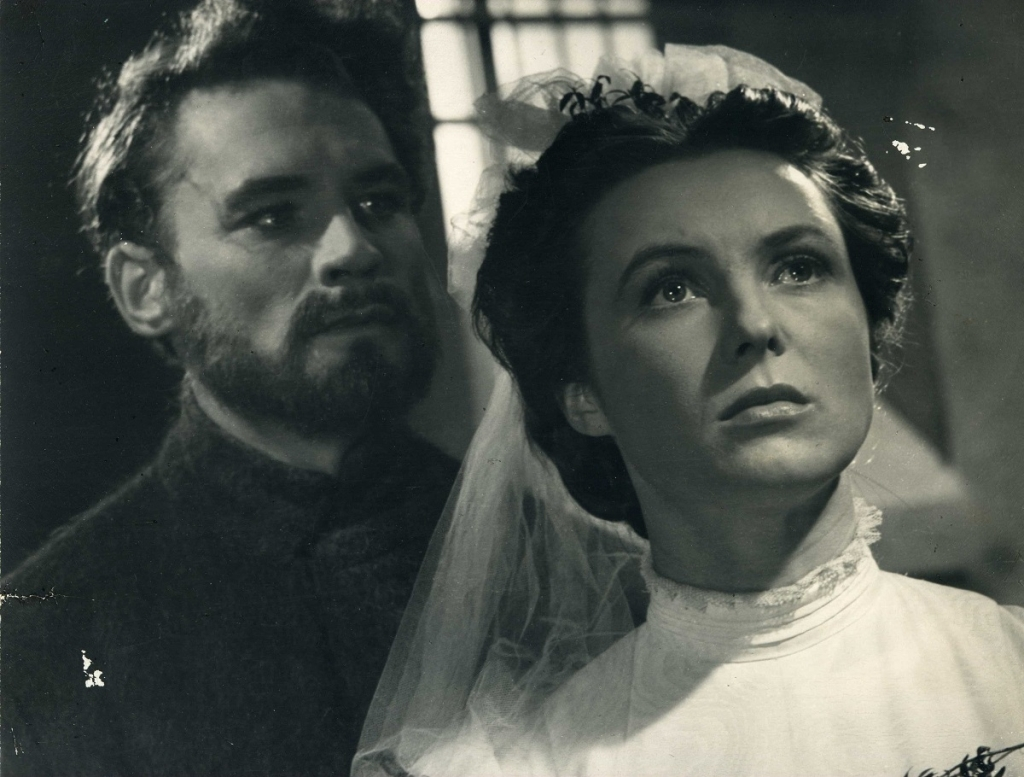
Вия Артмане и Вальдемар Зандберг в фильме «За лебединой стаей облаков» (1956).

- 1956 — За лебединой стаей облаков — Даце Страуме
- 1958 — Чужая в посёлке — Эльза
- 1960 — На пороге бури — Мара Вилде
- 1961 — Спасибо за весну (Верба серая цветёт) — Велта
- 1962 — Вступление — соседка
- 1962 — День без вечера — Кайре
- 1963 — Родная кровь — Соня
- 1964 — Ракеты не должны взлететь — Перл
- 1965 — Никто не хотел умирать — Она
- 1966 — Эдгар и Кристина — Кристина
- 1966 — Киевские фрески (не был завершён) — Женщина
- 1967 — Подвиг Фархада — Вера
- 1967 — Сильные духом — Лисовская
- 1967 — Туманность Андромеды — Веда Конг
- 1968 — Времена землемеров — Лиена
- 1969 — Тройная проверка — фрау Грета
- 1969 — Ночь перед рассветом — Карла
- 1969 — Лучи в стекле — Ирис
- 1969 — Гладиатор — Анни Тыху
- 1970 — Баллада о Беринге и его друзьях — Анна Беринг
- 1971 — Я, следователь — Ванда Линаре
- 1971 — Танец мотылька — Нино
- 1972 — Ель во ржи — Дагмара
- 1973 — Подарок одинокой женщине — Кнёпиене — Гита
- 1974 — Морские ворота — Кристина
- 1975 — Стрелы Робин Гуда — Кэт
- 1976 — Мастер — Айна Петровна
- 1977 — Обмен — Жилювене
- 1978 — Театр — Джулия Ламберт
- 1978 — Емельян Пугачёв — Екатерина II
- 1978 — Твой сын — Эльза Витрупе
- 1980 — Государственная граница. Мы наш, мы новый… — Зинаида Кирилловна, мать Володи
- 1980 — Жаворонки — Гундега
- 1981 — Следствием установлено — Рута Граудиня
- 1983 — Чужие страсти — Анна Валдмане
- 1985 — Последняя индульгенция — Эрна Зале
- 1985 — Проделки сорванца — комендантша приюта
- 1986 — Тайна Снежной королевы — госпожа Осень
- 1987 — Моонзунд — хозяйка книжного салона
- 1987 — Человек свиты — секретарь директора Аглая Андреевна
- 1988 — Спасённому — рай — Ивантеева
- 1990 — Катафалк — Евгения Андреевна
- 1990 — Только для сумасшедших — Зина
- 1991 — Любовь — бабушка Марины
- 1996 — Анна
- 2000 — Каменская. Игра на чужом поле — Регина Вальтер
- 2003 — Золотой век — Екатерина II

### Книги
- «Vija Artmane». — Рига: Liesma, 1979.
- «Сердце на ладони». — М.: «Молодая гвардия», 1990.
- «Зимостойкие. Мгновения моей жизни». — Рига, 2004.

## Звания и награды
Государственные награды:
- Заслуженная артистка Латвийской ССР (1956).
- Народная артистка Латвийской ССР (1965)[14].
- орден «Знак Почёта» (3 января 1956) — за выдающиеся заслуги в развитии латышского искусства и литературы и в связи с декадой латышского искусства и литературы в гор. Москве[15].
- Народная артистка СССР (7 марта 1969) — за большие достижения в развитии советского искусства[16].
- орден Ленина (20 августа 1979) — за большие заслуги в развитии советского искусства[17].
- Государственная премия Латвийской ССР (1980).
- орден Дружбы (21 августа 1999, Россия) — за заслуги в развитии киноискусства и плодотворную деятельность по укреплению международных культурных связей[18].
- Офицер ордена Трёх звёзд (22 октября 2007)[19][20][21].

Другие награды, премии, поощрения и общественное признание:
- Лучшая актриса 1964 года по опросу журнала «Советский экран».
- I Всесоюзный кинофестиваль (номинация «Призы актёрам») (Специальный приз, за роль в фильме «Родная кровь», Ленинград, 1964).
- Кинофестиваль республик Прибалтики, Белоруссии и Молдавии (Диплом «за лучший актёрский дебют» в фильме «Эдгар и Кристина», Кишинёв, 1967).
- III Всесоюзный кинофестиваль (номинация «Премии за актёрскую работу») (Премия «за исполнение женских ролей» в фильмах «Сильные духом» и «Эдгар и Кристина», Ленинград, 1968).
- Приз имени Лилиты Берзини (1987).
- Кинофестиваль «Золотой Дюк» (Диплом «за лучшую женскую роль» в фильме «Катафалк», Одесса, 1990).
- Приз имени Берты Румниеце (1996).
- Почётная грамота Кабинета Министров Латвийской Республики (29 сентября 1999)  — «за вклад в искусство театра и кино»[22].
- Приз II Всероссийского кинофестиваля «Новое кино России» (Челябинск, 2001).
- Театральная премия «Ночь лицедеев» — «за пожизненный вклад в театральное искусство» (Латвийский союз театральных работников, 2003).
- Приз кинофестиваля «Большой Кристап» («за жизненный вклад в кинематограф», Рига, 2007).
- Международная премия «Балтийская звезда» (2007)[23].

## Память
- На кинофестивале «Балтийская жемчужина» учреждён приз имени Вии Артмане[24].
- В 1996 году в честь Вии Артмане назван астероид (4136) Артмане, открытый в 1968 году советским астрономом Т. М. Смирновой.

- «Разговор с королевой» (документальный, 1980)
- «Вия Артмане. „Обидеть королеву“» («Россия», 2007)[25]
- «Вия Артмане. „Королева в изгнании“» («Первый канал», 2008)[26]
- «Вия Артмане. „Эпизоды“» («Культура», 2014)[27]
- «Вия Артмане. „Легенды кино“» («Культура», 2017)[28]
- «Вия Артмане. „Последний день“» («Звезда», 2019)[29]
- «Вия Артмане. „Гениальная притворщица“» («ТВ Центр», 2019)[30]
- «Вия Артмане. „Звёзды советского экрана“» («Москва 24», 2020)[31]
- «Вия Артмане. „Королева несчастий“» («ТВ Центр», 2021)[32]